# Mosze-Cewi Nerija
Mosze-Cewi Nerija (hebr.: משה צבי נריה, ang.: Moshe-Zvi Neriah, ur. 1913 w Łodzi, zm. 12 grudnia 1995) – izraelski rabin i polityk, w latach 1969–1974 poseł do Knesetu z listy Narodowej Partii Religijnej (Mafdal).
W wyborach parlamentarnych w 1969 po raz pierwszy i jedyny dostał się do izraelskiego parlamentu.